# Matt Giteau
Matt Giteau (* 29. September 1982 in Sydney) ist ein ehemaliger australischer Rugby-Union-Spieler, der für die australische Nationalmannschaft und zuletzt für LA Giltinis aktiv war. Er spielte meist auf den Positionen Innendreiviertel oder Verbinder, wurde aber auch als Gedrängehalb eingesetzt. Seit seinem Debüt 2002 avancierte er zu einem internationalen Topspieler.

## Karriere
Am 16. November 2002 lief Giteau erstmals für die australische Nationalmannschaft, die Wallabies, in einem Spiel gegen England auf. Zu diesem Zeitpunkt war er erst 20 Jahre alt und hatte zuvor noch kein Spiel für die Brumbies in der Super 12 absolviert. Er gehörte trotz seiner noch recht geringen Erfahrung zum Kader zur Weltmeisterschaft 2003 und kam dabei zu fünf Einsätzen, bei denen er vier Versuche erzielen konnte. Im Finale gegen England in seiner Heimatstadt Sydney wurde er eingewechselt, konnte jedoch die Niederlage der Wallabies auch nicht verhindern. Nach der Weltmeisterschaft war Giteau ein fester Teil der Nationalmannschaft und gehörte zur Stammformation bei den Testspielen im Sommer und dem Tri Nations Turnier 2004, bei dem er auch für die Kicks zuständig war.
Im April 2006 gab er bekannt, dass er zur Saison 2007 zur Western Force wechseln wird. Aufgrund einer Verletzung fiel er in diesem Jahr für längere Zeit aus, wurde aber rechtzeitig zum Tri Nations wieder fit. Im Spiel gegen Südafrika in Brisbane, das Australien mit 49:0 gewinnen konnten, erzielte er zwei Versuche. Für einen dieser Versuche erhielt er den „Suncorp Try of the Year Award“. Er war Teil des Kaders zur Weltmeisterschaft 2007, bei der ihm drei Versuche und einige erfolgreiche Erhöhungs- sowie Straftritte gelangen.
Giteau verließ im Jahr 2010 das Team Western Force und spielte eine Saison lang wieder für die Brumbies. Auf die Saison 2011/12 hin wechselte er nach Frankreich zum RC Toulon.
2022 beendete er seine Karriere bei LA Giltinis in der Major League Rugby.

## Privatleben
Sein Vater Ron Giteau war Kapitän des australischen Rugby-League-Teams Canberra Raiders. Seiner Schwester Kristy ist es gelungen, sowohl in der Rugby-Union- als auch in der Rugby-League-Nationalmannschafts Australiens zu spielen. Matt Giteau befindet sich seit 2003 in einer Beziehung mit der Netballspielerin Bianca Franklin.